# Excelsior de Tunis
Pour les articles homonymes, voir Excelsior.
 (novembre 2017).
L'Excelsior de Tunis est un club sportif tunisien, connu pour avoir joué dans le championnat de Tunisie masculin de basket-ball. 
Disparu de nos jours, il est fondé en 1932 par la communauté française résidente à El Omrane, anciennement dénommée Franceville.